# 国债一级交易商
国债一级交易商（国债一级自营商）是直接从政府购买国债并可将其转售给其他人的金融机构，从而充当国债的做市商。政府可以规范其国债一级交易商的行为和数量，并施加入选条件。有些政府只向一级交易商出售其债券；也有政府会出售给其他机构。  使用国债一级交易商机制的政府包括澳大利亚、 比利时、巴西、 加拿大、中国、法国、香港、印度、爱尔兰、匈牙利、意大利、日本、新加坡、西班牙、瑞典、 英国、巴基斯坦和美国。 

## 欧盟地区的国债一级交易商
截至2023年8月1日，经欧盟委员会授权的有以下37个国债一级交易商： 
- 西班牙外换银行
- 桑坦德银行
- 巴克莱银行爱尔兰有限公司
- 法国巴黎银行
- 美国银行欧洲证券公司
- 人民银行
- 储蓄银行
- 塞卡银行
- 花旗集团全球市场欧洲公司
- 德国商业银行
- 法国农业信贷银行企业与投资银行
- 丹麦银行
- 德意志银行
- 德国中央合作银行 (DZ Bank AG)
- 第一储蓄银行
- 欧洲银行
- 高盛欧洲银行
- 汇丰欧洲大陆银行
- 联合圣保罗银行A。
- 摩根大通
- KBC 银行
- 巴登符腾堡州银行
- 摩根士丹利欧洲公司
- MPS 资本服务银行A。
- 希腊国家银行
- 法国外贸银行
- 国民西敏寺市场公司
- 野村金融产品欧洲有限公司
- 北欧银行 Abp
- 比雷埃夫斯银行
- Raiffeisen 银行国际股份公司
- 加拿大皇家银行资本市场（欧洲）有限公司
- 斯坎迪纳维斯卡恩斯基尔达银行 (SEB)
- 法国兴业银行
- 瑞典银行
- 道明环球金融有限公司
- 联合信贷银行

## 香港地区的国债一级交易商
截至2021年10月1日，香港许可的有以下10个国债一级交易商，授权有效两年，最近的截止日期为2023年9月30日:
- 中国银行(香港)有限公司
- 交通银行股份有限公司
- 法国巴黎银行，香港
- 花旗银行北美分行
- 东方汇理银行企业及投资银行
- 星展银行(香港)有限公司
- 恒生银行有限公司
- 香港上海汇丰银行有限公司
- 法国兴业银行
- 渣打银行(香港)有限公司

## 美国国债一级交易商
在美国，国债一级交易商是被允许直接与美联储系统（“美联储”）进行交易的银行或证券经纪交易商。 此类公司需要在美联储进行公开市场操作时进行出价或报价，向美联储公开市场交易台提供信息，并积极参与美国国债拍卖。 他们就预算赤字融资和实施货币政策与美国财政部和美联储进行磋商。尽管美联储避免采取类似的旋转门问题，但许多一级交易商的前雇员在财政部工作，因为他们在政府债务市场方面拥有专业知识。  
国债一级交易商已形成了一个全球网络，负责重新分配美国政府债务。例如，大和证券和瑞穗证券将债务分配给日本买家。法国巴黎银行、巴克莱银行、德意志银行和国民西敏寺集团将债务分配给欧洲买家。高盛和花旗集团拥有许多美国买家。尽管如此，这些公司大多数都在国际上和所有主要金融中心参与竞争。  
为了应对次贷危机和贝尔斯登的倒闭，美联储于2008年3月19日设立了国债一级交易商信贷便利（PDCF），一级交易商可以利用多种形式的抵押品在美联储贴现窗口借款包括抵押贷款支持贷款。 PDCF 于 2010 年 2 月1日关闭。 

### 历史
目前的美国国债一级交易商制度是1960年建立的，当时有18家交易商。 1988年的国债一级交易商数量增至46家，2007年下降至21家，2019年7月增至24家，2022年4月增至25家 截止2023年6月，有24家。

### 纽约联邦储备银行授权的一级交易商
截至2025年4月11日， 纽约联邦储备银行有25个国债一级交易商:
- ASL Capital Markets Inc.
- 蒙特利尔银行芝加哥分行
- 新斯科舍银行纽约分行
- 法国巴黎证券公司
- 巴克莱资本公司
- 美国银行证券
- 坎托·菲茨杰拉德公司
- 花旗集团全球市场公司
- 大和资本市场美国公司
- 德意志银行证券公司
- 高盛有限责任公司
- 汇丰证券（美国）有限公司
- 杰富瑞有限责任公司
- 摩根大通证券有限责任公司
- 瑞穗证券美国有限责任公司
- 摩根士丹利有限责任公司
- 国民西敏市场证券公司
- 野村证券国际公司
- RBC 资本市场有限责任公司（加拿大皇家银行）
- 桑坦德美国资本市场有限责任公司
- 法国兴业银行纽约分行
- 道明证券（美国）有限责任公司
- 瑞银证券有限责任公司
- 富国银行证券有限责任公司
- 三井住友銀行